# بوریس میلر
بوریس وسه‌وولودوویچ میلر (روسی: Boris Vsevolodovich Miller; ۱۲ نوامبر ۱۸۷۷ – ۶ اوت ۱۹۵۶)، ایران‌شناس، استاد دانشگاه دولتی مسکو و دکترای علوم در رشته زبان‌شناسی (۱۹۳۹) اهل اتحاد جماهیر شوروی بود.
وی همچنین برندهٔ جوایزی همچون نشان پرچم سرخ کار (۶ اکتبر ۱۹۴۵) شده است.

## زندگی
او در سال ۱۸۷۷ در خانواده‌ای محقق در زمینه فرهنگ مردم و قوم‌نگاری به دنیا آمد. پدر او وِسِوُلُد میلر (۱۸۴۸–۱۹۱۳) و مادر او اِوگِنیا ویکتوروونا (نیازوونا، ۱۸۵۷–۱۹۲۷) بودند. بوریس میلر همچنین خواهرزاده زیست‌شناس نیکولای نازونوف بود.
بوریس میلر در سال ۱۸۹۵ با مدال طلا از ششمین دبیرستان کلاسیک مردان دانش‌آموخته شد و در سال ۱۸۹۹ از دانشکده حقوق دانشگاه دولتی مسکو و در سال ۱۹۰۳ از مؤسسه زبان‌های شرقی لازارف فارغ‌التحصیل شد.
در سال ۱۹۰۲ توسط شورای طبقات خاص به لنکران فرستاده شد. این سفر عمدتاً جمهوری خودگردان تالش-مغان را در شمال دربرگرفت، اما میلر می‌گوید که سه بار به منطقه تالش‌نشین ایران نیز سفر کرده است.
در سال‌های ۱۹۰۳ تا ۱۹۱۷ در کشورهای جهان اسلام در خدمات دیپلماتیک بود. پس از انقلاب ۱۹۱۷ در ارتش سرخ خدمت کرد و در آکادمی نظامی فرونزه با درجه کومدیو (فرمانده لشکر) ریاست بخش زبان‌های آسیا را بر عهده داشت. او در آکادمی علوم اتحاد جماهیر شوروی کار می‌کرد و رئیس بخش زبان‌شناسی ایرانی در مؤسسه زبان‌شناسی آکادمی علوم اتحاد جماهیر شوروی بود.
در سال ۱۹۱۹ از مسکو به سن پترزبورگ نقل مکان کرد و در بخش قفقاز کمیسیون مطالعه ترکیب قومی روسیه به رهبری نیکولای مار کار کرد. از سال ۱۹۳۵ استاد و از سال ۱۹۳۹ دکترای علوم در رشته زبان‌شناسی در مؤسسه مطالعات شرقی مسکو و محقق در مؤسسه زبان‌شناسی آکادمی علوم اتحاد جماهیر شوروی بود.
او دوره‌هایی در زمینه زبان فارسی و ادبیات و تاریخ ایران تدریس می‌کرد.
از سال ۱۹۴۳ تا ۱۹۵۳ ریاست گروه زبان‌شناسی ایرانی دانشکده زبان‌شناسی دانشگاه دولتی مسکو را بر عهده داشت.
بوریس میلر همچنین مشاور علمی محقق مطالعات تالشی، لیا پیرِیکو بود. پس از بیماری میلر در سال ۱۹۵۳، میلر ادامه تحقیقات خود را در زمینه زبان تالشی به پیرِیکو سپرد، او را راهنمایی کرد و تمام کمک‌های ممکن را در اختیار گذاشت. اگرچه لیا پیرِیکو اعتراف کرد که میلر برای مدت بسیار طولانی به او اجازه یادگیری زبان تالشی را نداده و او را به سمت مطالعه زبان‌های کردی سوق می‌داده است.
از سال ۱۹۳۲ تا ۱۹۵۶ زندگی پروفسور میلر و خانواده‌اش با شهر مدین (واقع در روسیه) پیوند خورد، جایی که او تابستان‌ها را (به‌جز سال‌های جنگ) در کلبه ییلاقی خود می‌گذراند. او در ۴ سال آخر عمر خود، تمام طول سال در مدین زندگی کرد و کار علمی خود را تا آخرین روزهای زندگی خود ادامه داد.
میلر در ۶ اوت ۱۹۵۶ درگذشت و در گورستان شهر مدین به خاک سپرده شد.
در ابتدای اکتبر ۲۰۱۰، هلال محمدوف، دانشمند تالش‌شناس در مسکو گفتگویی با لیا پیرِیکو داشت و پیرِیکو چیزهای جالب زیادی دربارهٔ استادش میلر بیان کرد. و در سال ۲۰۱۱، محمدوف قبر بوریس میلر را در شهر مدین پیدا کرد و به آنجا رفت. محمدوف همچنین توانست تصویری از پروفسور پیدا کند و با نوه او ناتالیا سومیک گفتگو داشته باشد.